# Sociedade Esportiva São Borja
A  Sociedade Esportiva São Borja é um clube brasileiro de futebol, da cidade de São Borja, no estado do Rio Grande do Sul. Suas cores são o vermelho, o azul e o branco.

## História
O clube surgiu da fusão entre dois times, Internacional e Cruzeiro, ambos de São Borja. Dois times tradicionais que rivalizavam na cidade e que passavam por dificuldades financeiras. Deles o São Borja herdou as cores (vermelha do Internacional e azul do Cruzeiro). A fusão pretendia unir a população para apoiar e fortalecer o futebol de São Borja, e passou a utilizar o Estádio Vicente Goulart.
Já no seu primeiro ano o São Borja disputou a Primeira Divisão do Campeonato Gaúcho, mantendo-se nela ininterruptamente por 11 anos (1977 a 1987), chegando à fase final da competição em três oportunidades:
- 1980: 6º lugar
- 1981: 7º lugar;
- 1983: 8º lugar.

No Campeonato Brasileiro da Série C de 1981, o São Borja chegou à 3ª fase da competição, terminando a competição em 5º lugar.
No Campeonato Gaúcho de 1987 o time ficou em 14º (último lugar) e foi rebaixado para a segunda divisão pela primeira vez.
Em 1997, o São Borja retornou à primeira divisão disputando a Série B, na época em que a Primeira Divisão era dividida em duas séries. A equipe entrou numa das vagas deixadas por Aimoré e Atlético de Carazinho — que haviam se licenciado. Mas o São Borja tornou a ficar em último lugar (14º na Série B) e foi rebaixado. Após esse campeonato o clube licenciou-se do futebol profissional.
Em 2009, um novo clube, a Associação Esportiva São Borja, é criado, em princípio apenas com categorias de base. Alguns anos depois, em 2012, o novo clube foi profissionalizado para a disputa da Terceirona, sem sucesso licenciou-se. O velho São Borja tentaria um retorno em 2016, disputando a Segundona. Na ocasião a equipe optou por utilizar apenas jogadores da região. Ao final da temporada, com uma péssima campanha, o Bugre mais uma vez encerrou as atividades profissionais.
No ano de 2021 a SESB entrou com pedido de reativação junto ao Cartório e, e como as Sociedades não existem mais desde 2002, ela automaticamente passaria a ser Associação, resultando em dois times com a mesma denominação, uma vez que o atual Esporte Clube São Borja, utilizava desde sua fundação em 2009 essa nomenclatura
Como a SESB possuía o CNPJ mais antigo, teve a preferencia para o uso do nome e da identidade visual.

## Títulos
| Estaduais         | Estaduais                                               | Estaduais | Estaduais  |
| Competição        | Competição                                              | Títulos   | Temporadas |
| ----------------- | ------------------------------------------------------- | --------- | ---------- |
| Rio Grande do Sul | Seletiva do Campeonato Brasileiro Série C               | 1         | 1981       |
| Rio Grande do Sul | Copa ACEG (Associação dos Cronistas Esportivos Gaúchos) | 1         | 1985       |
| Rio Grande do Sul | Torneio Incentivo                                       | 1         | 1982       |